# Sciomesa piscator
Sciomesa piscator är en fjärilsart som beskrevs av Fletcher 1961. Sciomesa piscator ingår i släktet Sciomesa och familjen nattflyn. Inga underarter finns listade.